# Canhão M3 de 37mm
Canhão M3 de 37mm (em inglês:  M3 37mm Gun) foi um canhão antitanque dos Estados Unidos na Segunda Guerra Mundial. O M3 é o primeiro canhão anticarro dedicado a ser usado pelas forças americanas em quantidade. Introduzido em 1940, tornou-se o canhão antitanque padrão da infantaria dos EUA, com seu tamanho permitindo que fosse puxado por um jipe.
Devido à melhoria contínua dos tanques alemães rapidamente tornou o canhão de 37mm ineficaz e, em 1943, ele foi gradualmente substituído nos teatros europeu e mediterrâneo pelo canhão M1 de 57mm mais poderoso, desenvolvido pelos britânicos. No Pacífico, onde a ameaça dos tanques japoneses era menos significativa, o M3 permaneceu em serviço até o fim da guerra, mas ainda assim alguns canhões de 57mm foram produzidos. Como muitas outras armas antitanque leves, o M3 foi amplamente utilizado na função de apoio à infantaria e como canhão antipessoal, disparando projéteis de alto explosivo e de canistra. A incapacidade do projétil de 37mm de penetrar a blindagem frontal dos tanques de meados da guerra restringiu severamente as capacidades antiblindagem das unidades com eles armadas.
As variantes montadas em tanques M5 e M6 foram usadas em vários modelos de veículos blindados, mais notavelmente no tanque leve M3/M5 Stuart, no tanque médio M3 Lee e no carro blindado leve M8 Greyhound. Além disso, o M3 em sua versão original foi acoplado a uma série de outras carruagens autopropulsadas. 

## Desenvolvimento

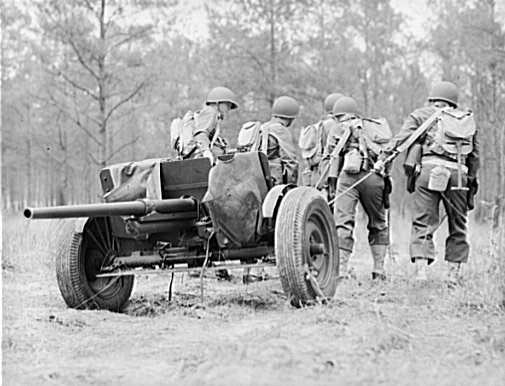
A infantaria manuseando um canhão M3 em posição durante treinamento em Fort Benning, em 1942. Observe os segmentos de roda levantados.

Em meados da década de 1930, o Exército dos Estados Unidos ainda não havia colocado em serviço uma peça de artilharia anticarro dedicada; as companhias antitanque dos regimentos de infantaria estavam armadas com metralhadoras de .50 (12,7mm). Embora tenha sido considerada a substituição das metralhadoras por uma canhão antitanque mais potente, a situação começou a mudar somente após a eclosão da Guerra Civil Espanhola. A experiência de combate da Espanha sugeriu que um canhão antitanque leve, como o alemão Pak 35/36 de 37mm, era capaz de neutralizar a crescente ameaça representada pelos tanques.
Em janeiro de 1937, o Comitê de Material Bélico recomendou o desenvolvimento de tal arma; dois canhões Pak 36 foram adquiridos para estudo. Como o principal usuário projetado da arma, o Serviço de Infantaria foi escolhido para supervisionar o trabalho. Eles queriam uma arma leve que pudesse ser movida pela tripulação, então qualquer ideia de usar um calibre maior do que o da arma alemã foi descartada. O calibre 37mm era um calibre popular de canhões antitanque na década de 1930; outros canhões antitanque do mesmo calibre incluíam o canhão Bofors sueco, o Vz. 34 e Vz. 37 tchecoslovaco, e o Tipo 94 e o Tipo 1 japoneses. O desenvolvimento e os testes continuaram até o final de 1938. Várias variantes do canhão e carruagem foram propostas até que em 15 de dezembro uma combinação do canhão T10 e da carruagem T5 foi oficialmente adotada como canhão de 37mm M3 e carruagem M4.
O canhão foi fabricada pelo Arsenal de Watervliet e a carruagem pelo Arsenal de Rock Island. Os primeiros exemplares de produção do M3 foram entregues em julho de 1940. Demorou até agosto de 1941 para a produção acelerar, e algumas unidades antitanque de infantaria foram forçadas a usar maquetes de madeira do novo canhão ou de seus canhões originais (canhão de 37mm M1916) durante as Manobras da Louisiana e Carolina, e não receberam seus primeiros canhões até o final de 1941. A produção continuou até outubro de 1943.
| Mês       | 1940 | 1941  | 1942   | 1943  |
| --------- | ---- | ----- | ------ | ----- |
| Janeiro   |      | 40    | 609    | 894   |
| Fevereiro |      |       | 639    | 625   |
| Março     |      | 2     | 394    | 452   |
| Abril     |      | 57    | 752    | 290   |
| Maio      |      | 12    | 1.002  | 200   |
| Junho     |      | 63    | 962    | 400   |
| Julho     | 20   | 72    | 921    | 600   |
| Agosto    | 75   | 188   | 1.104  | 500   |
| Setembro  | 75   | 366   | 1.099  | 152   |
| Outubro   | 128  | 555   | 1.501  | 185   |
| Novembro  | 31   | 451   | 1.338  |       |
| Dezembro  | 11   | 446   | 1.491  |       |
| Total     | 340  | 2.252 | 11.812 | 4.298 |

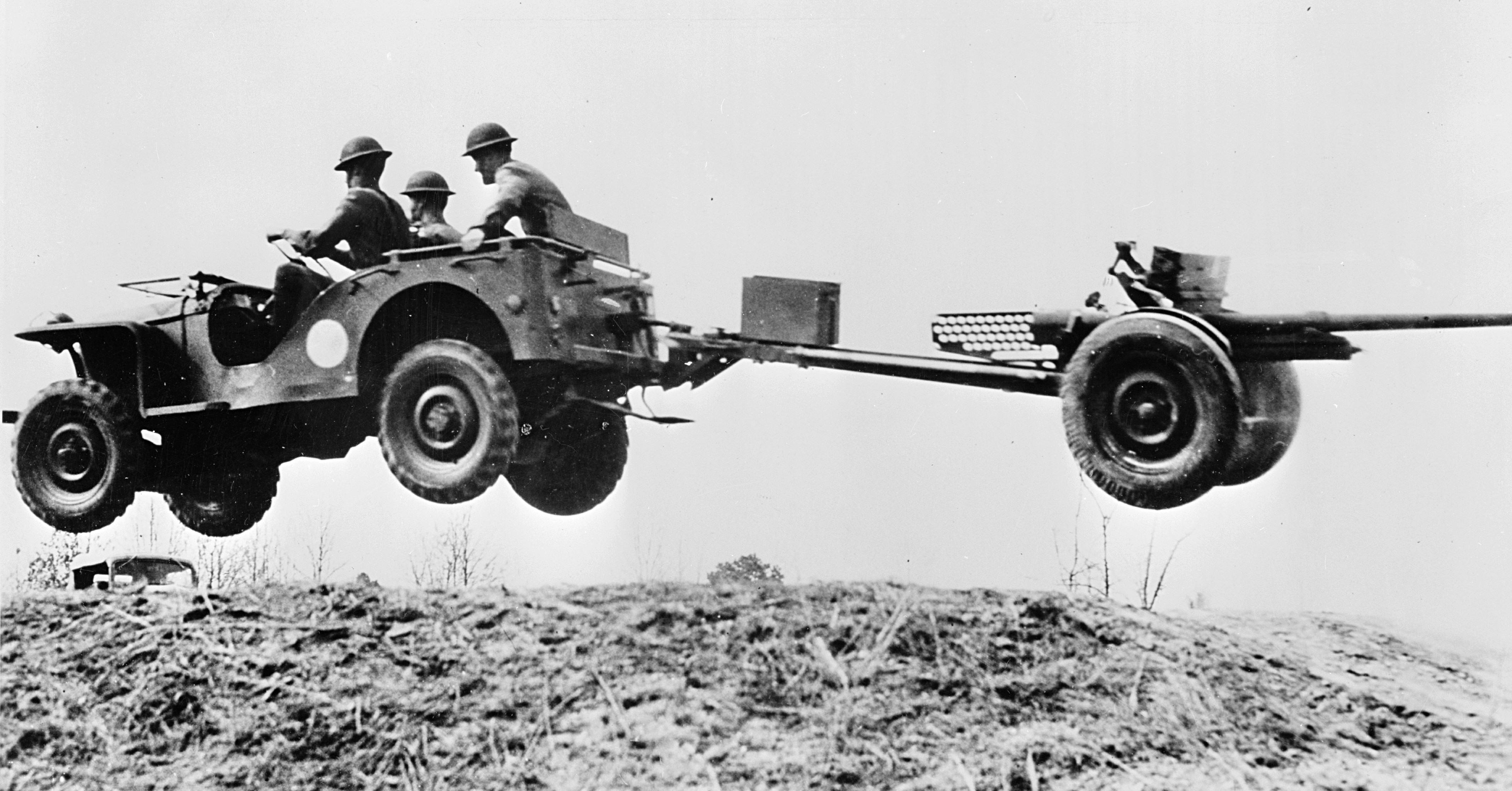
Um canhão M3 no ar enquanto é rebocado por um carro Bantam em New River, na Carolina do Norte, em 1941.

Pequenas mudanças na construção do canhão foram introduzidas durante a produção. A carruagem recebeu uma proteção de ombro modificada e controles de movimento transversal (carruagem M4A1, padronizada em 29 de janeiro de 1942). Embora o serviço de Material Bélico tenha solicitado uma atualização de todos as carruagens M4 para M4A1, esse processo não foi concluído. Outra mudança foi uma extremidade do cano rosqueada para aceitar um grande freio de boca de cinco portas no canhão M3A1, adotado em 5 de março de 1942. Segundo algumas fontes, o objetivo deste dispositivo era evitar que muita poeira fosse lançada na frente do canhão, o que dificultava a pontaria; no entanto, o freio acabou se tornando um problema de segurança ao disparar munição de canistra e, consequentemente, o M3A1 entrou em combate sem o freio de boca. Outras fontes afirmam que o freio de boca tinha a função de suavizar o recuo e que ele foi abandonado simplesmente porque medidas adicionais de controle de recuo não eram realmente necessárias.
Em uma tentativa de aumentar a penetração de blindagem do M3, vários adaptadores de compressão na alma do cano - incluindo o adaptador Littlejohn britânico - foram testados; nenhum foi adotado. Experimentos com lançadores de foguetes na carruagem M4 - por exemplo, o projetor de foguete T3 de 4,5 polegadas (110mm) - também não produziram nada prático.

## Características
O cano era de construção forjada de uma só peça, com raias uniformes (12 ranhuras, torção para a direita, uma volta em calibres 25). A extremidade da culatra do cano era parafusada em um anel de culatra. O mecanismo da culatra era do tipo bloco deslizante vertical padrão, mas, diferentemente da esmagadora maioria dos canhões antitanque da época, não era semiautomático, o que significava que um membro da tripulação tinha que abrir e fechar manualmente a culatra a cada tiro. O cano era equipado com um sistema de recuo hidronascente.

A carruagem era do tipo trilha dividida, com pneus pneumáticos, mas sem qualquer tipo de suspensão de mola. Montados no eixo próximo às rodas estavam os "segmentos de roda"; estes eram suportes em forma de segmento que podiam ser abaixados para fornecer mais estabilidade na posição de tiro ou levantados para que não impedissem o movimento do canhão. A mira telescópica no M6 e os controles de elevação e rotação estavam localizados no lado esquerdo, de modo que um artilheiro poderia mirar a arma. O mecanismo de rotação tinha um mecanismo de liberação que permitia o movimento livre do cano caso uma rotação rápida fosse necessária.